# غالاتيني
غالاتيني (Γαλατινή) هي مدينة في كوزاني في مقاطعة فوريا إلادا في اليونان.
يبلغ عدد سكانها حوالي 2,029 نسمة.